# Druškovec
Druškovec is een plaats in de gemeente Maruševec in de Kroatische provincie Varaždin. De plaats telt 379 inwoners (2001).